# Franzinita
La franzinita és un mineral de la classe dels silicats que pertany al grup de la cancrinita. Rep el nom en honor de Marco Franzini (Florència, Itàlia, 3 d'octubre de 1938 - 15 de maig de 2010), professor de mineralogia a la Universitat de Pisa (Itàlia).

## Característiques
La franzinita és un silicat de fórmula química (Na,K)₃₀Ca₁₀(Si₃₀Al₃₀)O₁₂₀(SO₄)₁₀(H₂O)₂. Va ser aprovada com a espècie vàlida per l'Associació Mineralògica Internacional l'any 1976, sent publicada per primera vegada el 1977. Cristal·litza en el sistema hexagonal. La seva duresa a l'escala de Mohs és 5.
Segons la classificació de Nickel-Strunz, la franzinita pertany a «09.FB - Tectosilicats sense H₂O zeolítica amb anions addicionals» juntament amb els següents minerals: afghanita, bystrita, cancrinita, cancrisilita, davyna, giuseppettita, hidroxicancrinita, liottita, microsommita, pitiglianoïta, quadridavyna, sacrofanita, tounkita, vishnevita, marinellita, farneseïta, alloriïta, fantappieïta, cianoxalita, balliranoïta, carbobystrita, depmeierita, kircherita, bicchulita, danalita, genthelvita, haüyna, helvina, kamaishilita, lazurita, noseana, sodalita, tsaregorodtsevita, tugtupita, marialita, meionita i silvialita.

## Formació i jaciments
Va ser descoberta a la pedrera Toscopomici, a la localitat de Pitigliano de la província de Grosseto (Toscana, Itàlia). També ha estat descrita en algunes localitats de la Ciutat metropolitana de Roma Capital i de la província de Viterbo, a la també regió italiana del Laci.